# Maurice-François-Louis-Raymond Bertran
Maurice-François-Louis-Raymond Bertran, francoski general, * 1888, † 1976.